# Marty Marsala
Marty Marsala (Chicago, 2 april 1909 – 27 april 1975) was een Amerikaanse jazztrompettist, misschien wel het best bekend voor het werken van 1926-1946 met zijn broer Joe Marsala in een bigband in New York en Chicago. Hij toerde ook met verschillende artiesten, zoals Chico Marx en Nijntje Mole, om er maar een paar te noemen. In de jaren 1940 was Marsala een gevierde jazztrompettist aan de westkust, die regelmatig heen en weer pendelde van Chicago naar San Francisco. In verschillende clubopstellingen deelde Marsala podia met Earl Hines en Sidney Bechet.

## Biografie
Marty Marsala begon zijn professionele carrière met drummen voor bands onder leiding van Joe Bananas en Red Feilen in Chicago. In de jaren 1920 wisselde hij naar de trompet en sloot zich al snel aan bij de band van zijn broer Joe Marsala in New York, na jaren als freelancemuzikant in Chicago, als trompettist van 1936 tot 1941. In 1937 en 1938 werkte hij ook samen met Bob Howard en Tempo King.
Hij werkte met het Will Hudson Orkest en leidde daarna een tijdje een lokale band, waarbij hij zich aansloot bij de band van Chico Marx en voor hen speelde van 1942 tot 1943. De band werd technisch geleid door Ben Pollack, maar trad op onder de naam van Marx. Hij diende kortstondig in het leger van de Verenigde Staten vanaf 1944 -1945. Na zijn diensttijd toerde hij tussen San Francisco en Chicago en speelde hij veel dixieland met zijn broer, Miff Mole en Tony Parenti. In deze jaren werd hij vooral populair in Californië. In 1955 verhuisde hij definitief naar San Francisco en begon hij zijn eigen bands te leiden en op te nemen met Kid Ory en Earl Hines. In de jaren 1960 ging zijn gezondheid achteruit en in 1965 trok hij zich terug van optredens en nam hij nooit meer op onder zijn eigen naam.

## Overlijden
Marty Marsala overleed in april 1975 op 66-jarige leeftijd.

## Discografie
- 1936: Tempo King - Tempo King (Timeless Records)
- 1955: At Club Hangover - Earl Hines (Storyville Records)
- 1957: Marty Marsala: Jazz from the San Francisco Waterfront
- 1936–1942: Joe Marsala: 1936-1942	- Joe Marsala (Classics Records)
- 1999: The Complete Kid Ory Verve Sessions	- Kid Ory (Verve Records)